# Макрэй, Мередит
Мередит Макрэй (Макрей) (англ. Meredith MacRae; 30 мая 1944, Хьюстон, Техас — 14 июля 2000, Манхэттен-Бич, Калифорния) — американская актриса кино и телевидения, менее известна как певица и актриса озвучивания. Наиболее запомнилась зрителю исполнением роли Билли Джо Брэдли в сериале «Станция Юбочкино» (114 эпизодов за четыре года).

## Биография
Мередит Линн Макрэй родилась 30 мая 1944 года в городе Хьюстон (штат Техас, США). Отец — Гордон Макрэй (1921—1986), известный актёр, певец, радио- и телеведущий. Мать — Шейла Макрэй (1921—2014), актриса, певица и танцовщица. Младшая сестра — Хэзер Макрэй (род. 1946), актриса театра, кино и телевидения; а также два младших брата: Уильям Гордон и Роберт Брюс.
Впервые снялась в кино вместе с отцом в возрасте 8 лет, в музыкальном фильме «В свете серебристой луны» (1953), однако при окончательном монтаже сцены с её участием были вырезаны. Карьеру актрисы Макрэй начала с 1963 года, и за 32 года снялась в 38 фильмах и сериалах, а также, в роли самой себя, в нескольких десятках телеигр и ток-шоу.
Окончила Калифорнийский университет в Лос-Анджелесе со степенью бакалавра искусств по английскому языку.
В 1994 году Макрэй начитала аудио-книгу Деборы Лааке «Тайные церемонии».
В течение жизни Макрэй занималась сбором средств на благотворительность, особенно для Children's Burn Foundation, Американского онкологического общества и United Cerebral Palsy. Также она, на национальном уровне, читала лекции об алкоголизме и выступила продюсером телевыпуска на эту тему.

### Болезнь и смерть
С января 1999 года Макрэй начала испытывать регулярное головокружение и потерю кратковременной памяти. Врачи успокоили её, что это вызвано перименопаузой, и что скоро всё пройдёт само. Однако состояние актрисы ухудшалось, добавились сильные головные боли. На этот раз врачи сказали, что они, скорее всего, вызваны мышечными спазмами, и посоветовали сделать растяжку шейного отдела позвоночника. Дальнейшее обследование выявило рак головного мозга, дошедший до четвёртого уровня. Актрисе была экстренно проведена операция по удалению опухоли. Во время операции у Макрэй остановилось сердце, но её удалось реанимировать. Её рак был признан неизлечимым, Макрэй согласилась участвовать в экспериментальной программе лечения. В ходе эксперимента у неё возникла аллергическая реакция на лекарство, которое вызвало отёк мозга. Ей были срочно сделаны ещё две операции. Едва встав на ноги, актриса снова испытала приступ головокружения и упала, сломав себе бедро.
Мередит Макрэй скончалась 14 июля 2000 года в своём доме в городе Манхэттен-Бич (штат Калифорния) от последствий рака мозга. Согласно последней воле, её тело было кремировано, а прах развеян над Тихим океаном.
В 2000 году Макрэй посмертно была вручена премия Women in Film Crystal + Lucy Awards в категории Founder's award.

### Личная жизнь
Мередит Макрэй была замужем трижды:
1. Ричард Лоренс Бергер, бывший президент Metro-Goldwyn-Mayer. Брак заключён 27 февраля 1965 года, 16 октября 1967 года последовал развод. Детей от брака не было.
2. Грег Маллави[англ.] (род. 1939), актёр театра, кино и телевидения. Брак заключён 19 апреля 1969 года, в 1987 году последовал развод. От брака осталась дочь Эллисон (род. 1974).
3. Филип Марк Нил, председатель и CEO компании Avery Dennison[англ.]. Брак заключён 4 февраля 1995 года и продолжался пять с половиной лет до самой смерти актрисы. Детей от брака не было.

## Избранная фильмография

### Широкий экран
- 1963 — Пляжная вечеринка / Beach Party — девушка на пляже
- 1964 — Пляж бикини[англ.] / Bikini Beach — Энимал
- 1970 — Норвуд[англ.] / Norwood — Кэй
- 1981 — Земные узы[англ.] / Earthbound — Лейра
- 1984 — Переписчик[англ.] / The Census Taker — Марта

### Телевидение
- 1963—1965 — Три моих сына[англ.] / My Three Sons — Салли Энн Моррисон Дуглас (в 29 эпизодах[англ.])
- 1965 — Молодые и женатые[англ.] / The Young Marrieds — Джули Ковакс (в 5 эпизодах)
- 1966—1970 — Станция Юбочкино[англ.] / Petticoat Junction — Билли Джо Брэдли (в 114 эпизодах[англ.])[9]
- 1968 — Озарение[англ.] / Insight — Глория (в эпизоде Three Cornered Flag)
- 1968 — Деревенщина в Беверли-Хиллз[англ.] / The Beverly Hillbillies — Билли Джо Брэдли (в 3 эпизодах[англ.])
- 1970—1971 — Любовь по-американски[англ.] / Love, American Style — разные роли (в 2 эпизодах)
- 1971 — Интерны[англ.] / The Interns — Вики (в эпизоде Heart Trouble)
- 1971 — Прозвища Смит и Джонс[англ.] / Alias Smith and Jones — Сара Хендерсон (в эпизоде Something to Get Hung About)
- 1973 — ФБР / The F.B.I. — Рут Бенсон (в эпизоде The Detonator)
- 1977 — Досье детектива Рокфорда / The Rockford Files — Лори Томпсон (в эпизоде Requiem for a Funny Box[англ.])
- 1978, 1980 — Остров фантазий / Fantasy Island — разные роли (в 2 эпизодах[англ.])
- 1980 — Калифорнийский дорожный патруль[англ.] / CHiPs — Бет (в эпизоде Off Road[англ.])
- 1985 — Вебстер[англ.] / Webster — Аманда Пэрсон (в эпизоде The Uh-Oh Feeling[англ.])
- 1986 — Частный детектив Магнум / Magnum, P.I. — Шарлотта Грэм (в эпизоде Summer School[англ.])

### Озвучивание
- 1992 — Бэтмен / Batman — Женщина — Летучая Мышь / доктор Франсин Марч-Лэнгстром (в 2 эпизодах)
- 1993 — Золотое приключение Джонни Квеста[англ.] / Jonny's Golden Quest — доктор Рейчел Квест

### В роли самой себя
- 1968, 1972 — Какая моя линия?[англ.] / What's My Line? (в 12 выпусках)
- 1968—1969, 1974—1975, 1990 — Игра на совпадение[англ.] / Match Game (в 40 выпусках)
- 1969 — Голливудские квадраты[англ.] / Hollywood Squares (в 21 выпуске)
- 1970 — Он сказал, она сказала[англ.] / He Said, She Said (в 3 выпусках)
- 1971 — Шоу Дина Мартина[англ.] / The Dean Martin Show (в выпуске #6.19 исполнила четыре песни)
- 1972 — У меня есть секрет[англ.] / I've Got a Secret (в 3 выпусках)
- 1973—1974, 1986 — Пирамида / Pyramid (в 27 выпусках)
- 1974—1976 — Ябеды[англ.] / Tattletales (в 20 выпусках)
- 1975—1977 — Перекрёстный разум[англ.] / The Cross-Wits (в 4 выпусках)
- 1980 — Карточные акулы[англ.] / Card Sharks (в 9 выпусках)
- 1983 — Семейная вражда[англ.] / Family Feud (в 4 выпусках)
- 1983—1984 — Каскадёры / The Fall Guy (в 2 выпусках)

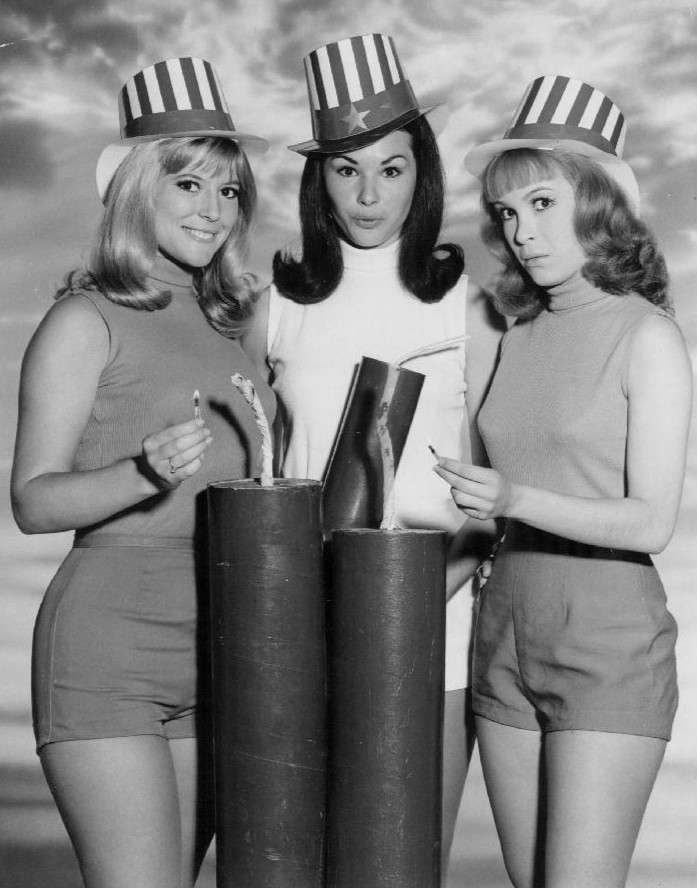
В сериале «Станция Юбочкино[англ.]» (1967). Слева направо: Мередит Макрэй, Лори Сондерс[англ.] и Линда Кэй Хеннинг[англ.].
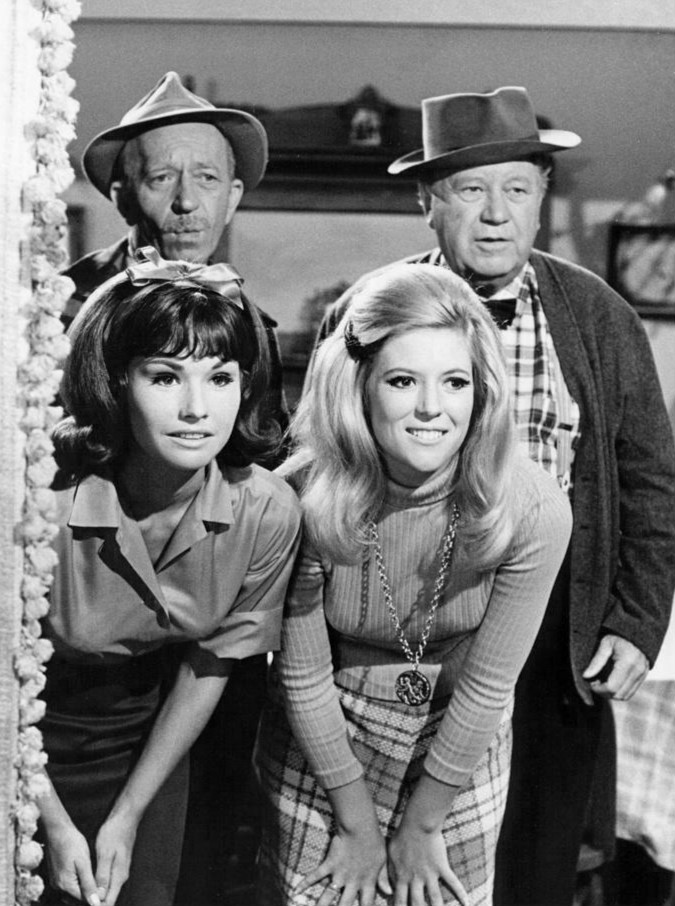
В сериале «Станция Юбочкино» (1968). Мужчины, слева направо: Фрэнк Кэди[англ.] и Эдгар Буханан[англ.]; девушки, слева направо: Лори Сондерс и Мередит Макрэй.
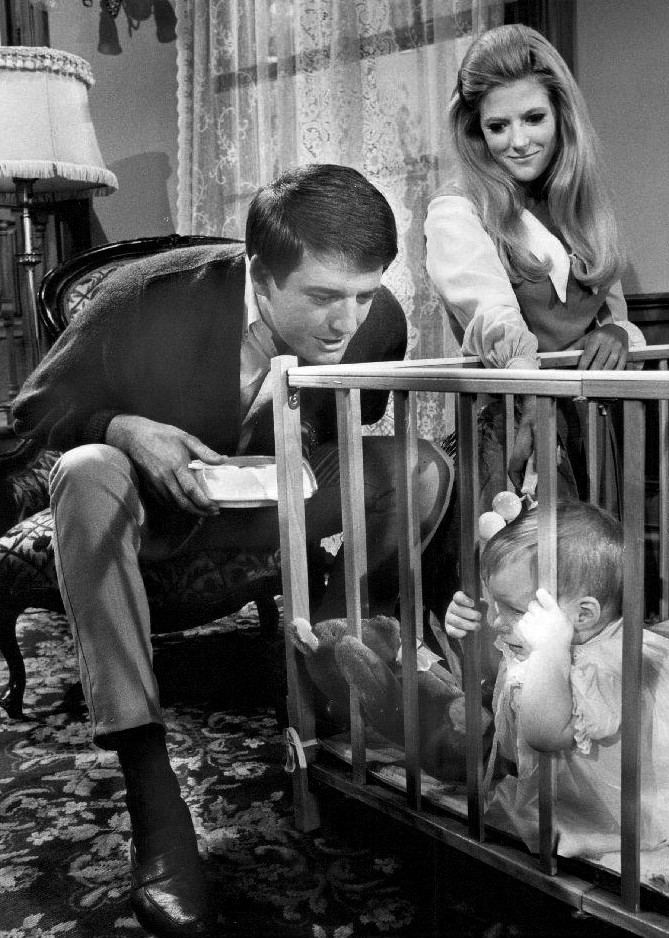
С Майком Майнором[англ.] в сериале «Станция Юбочкино» (1969).
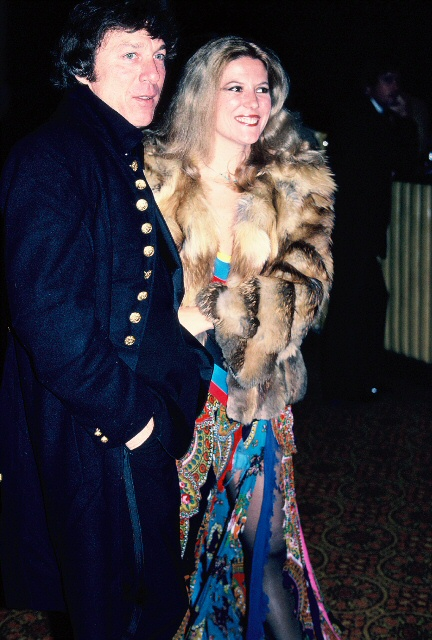
С мужем, Грегом Маллави[англ.], в 1978 году.